# Linsenviertel (Eppingen)
Das Linsenviertel ist ein Teil der Altstadt in der Stadt Eppingen im nördlichen Baden-Württemberg. Es handelt sich um eine ehemalige Tagelöhnersiedlung, deren Gebäude weitestgehend erhalten sind.

## Geschichte
Das Linsenviertel in Eppingen diente ursprünglich als Tagelöhner- und Armensiedlung. Das Viertel befindet sich nördlich des eigentlichen Ortskerns und wurde bei der Stadtgründung bereits in das Befestigungssystem einbezogen. Seinen Zweck als Wohnviertel für weniger privilegierte Bürger erfüllte es lange Zeit. Im Jahr 1845 kaufte die Stadt Eppingen ein Gebäude im Linsenviertel und verwendete es fortan als Armenhaus und Spital.

## Gebäude
Im Linsenviertel befinden sich drei Baudenkmale und mehrere Gebäude, die als erhaltenswert eingestuft sind. Bei den Baudenkmalen handelt es sich um das alte Spital sowie die Gebäude Linsenviertel 17 und 18, die im 17./18. Jahrhundert entstanden. Das Viertel zeigt noch heute die ursprüngliche Struktur des Gebiets, die durch viele Um- und Ausbaumaßnahmen geprägt wurde.

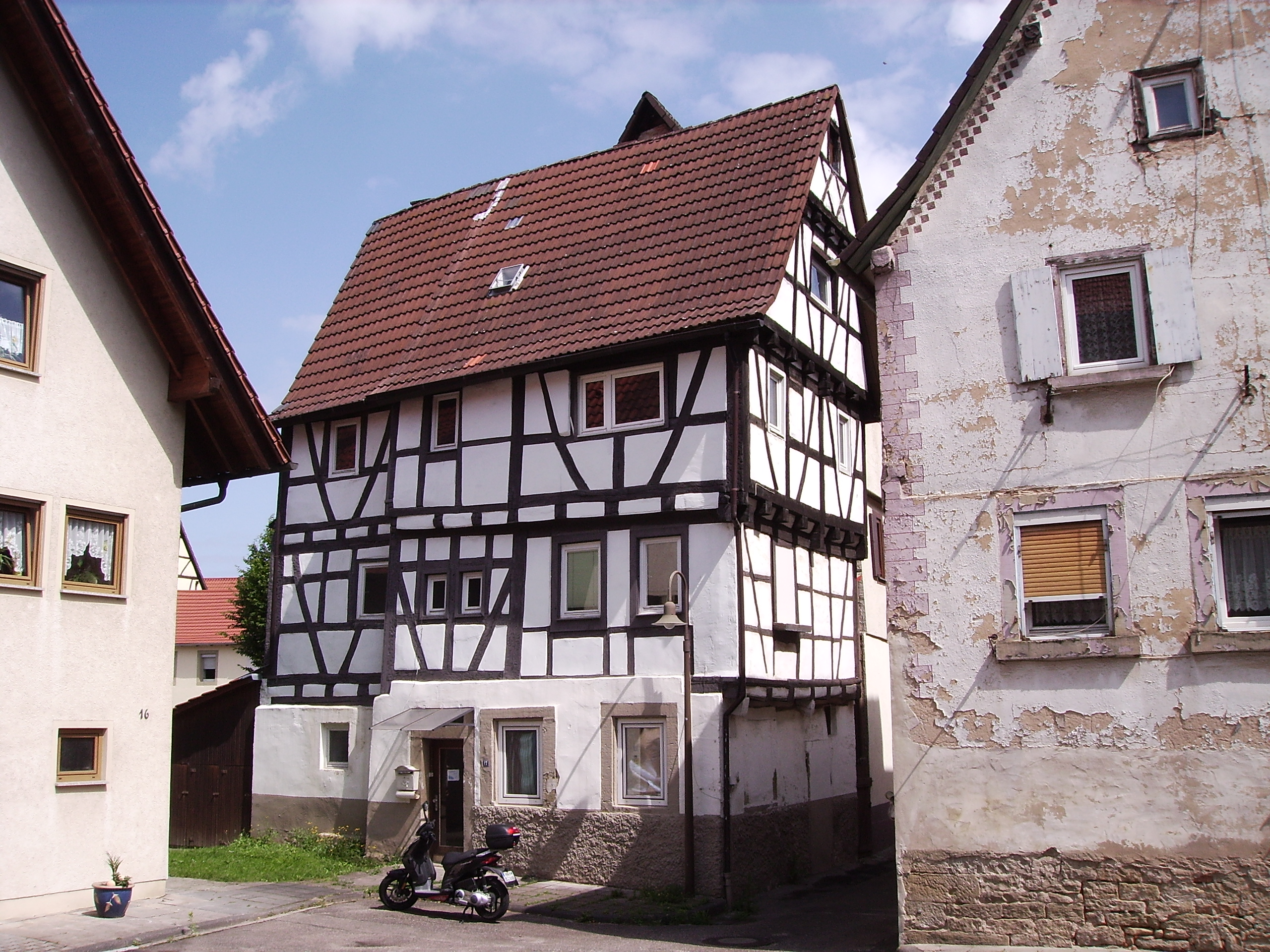
Linsenviertel 17 (vermutlich 17. Jahrhundert)
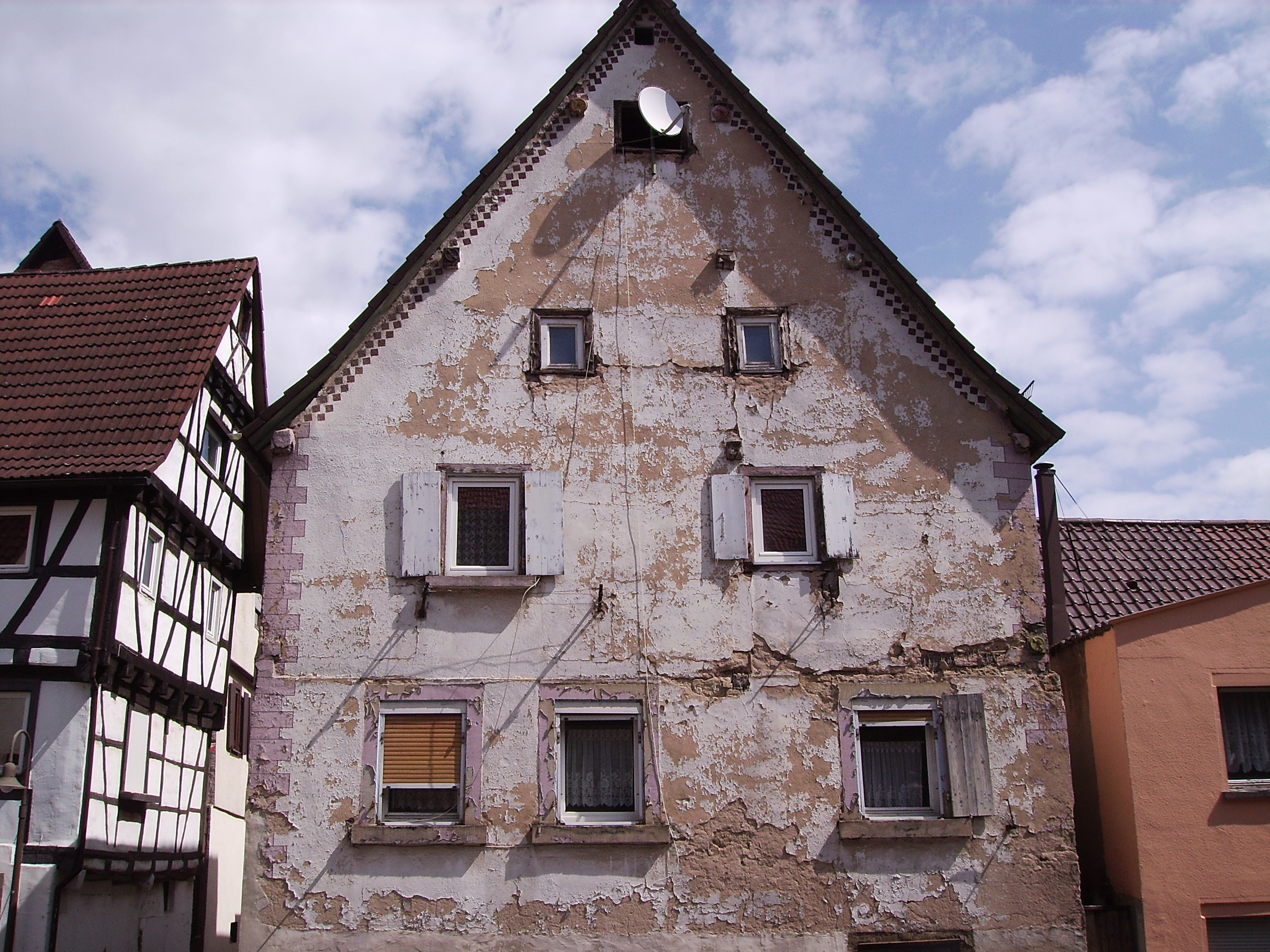
Linsenviertel 18 (um 1800 entstanden)
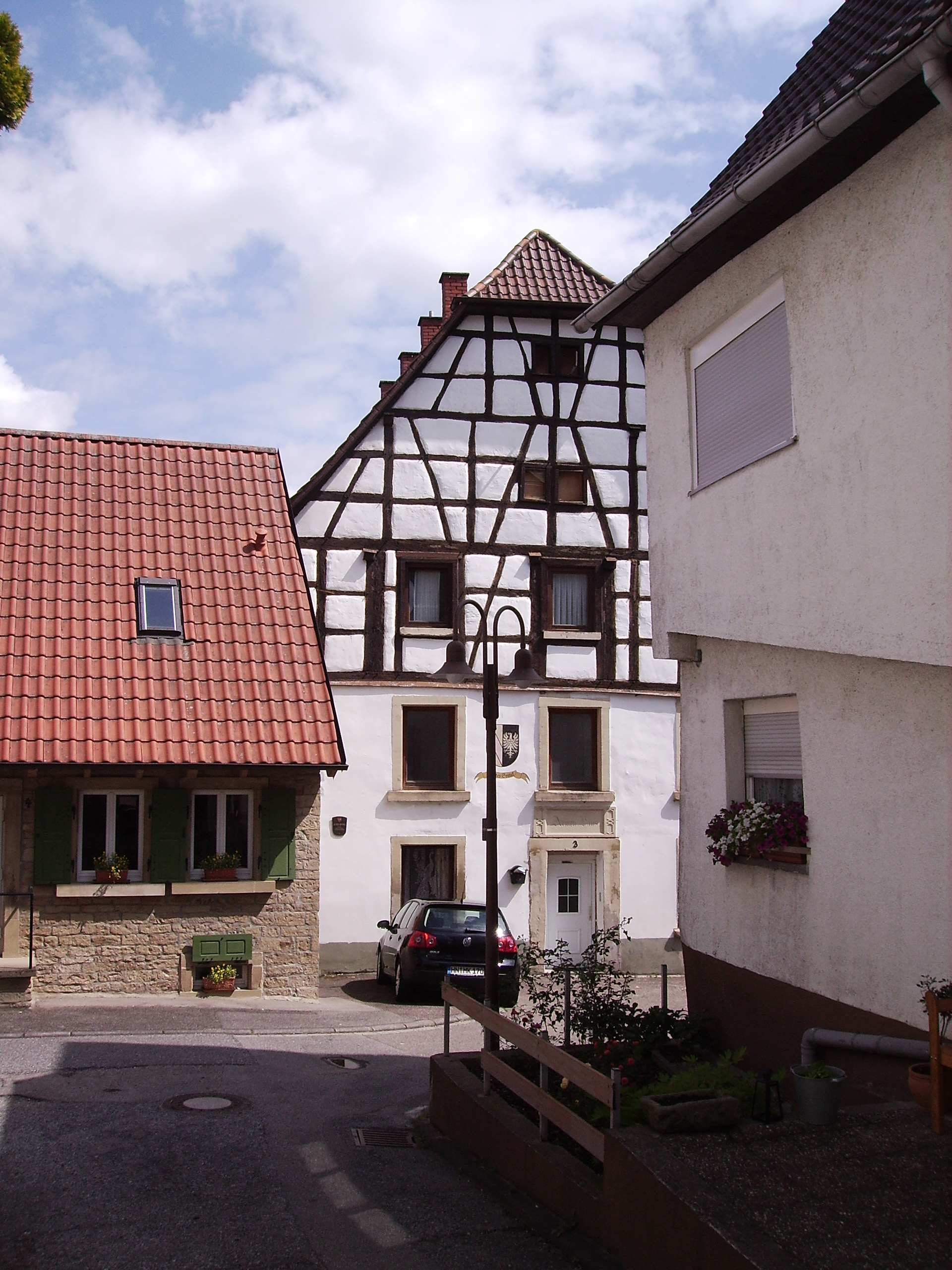
Typische Gasse mit dem Alten Spital im Hintergrund

## Altes Spital
Das Alte Spital wird auch als Armenhaus bezeichnet. Es wurde im Jahr 1845 für 2000 Gulden von der Stadt gekauft, um es als Armenhaus zu nutzen. Das Gebäude hat drei Stockwerke. Im unteren Stockwerk wurde ein Saal mit Küche eingerichtet. In der zweiten Etage wurden Ortsarme untergebracht, und im oberen Stock wurden zwei Zimmer für Kranke eingerichtet. Nach jahrelangen Debatten wurde die Zahl der Krankenbetten auf zehn erhöht, was aber immer noch nicht den Ansprüchen genügte.
Der Großherzogliche Bezirksarzt Dr. Kellermann hatte in seinem Jahresbericht an das Bezirksamt Eppingen noch im Jahr 1891 auf die schlechten Bedingungen im Spital aufmerksam gemacht. Dies führte später zum Neubau des Eppinger Krankenhauses in der Brettener Straße. Nach der Einstellung des Spitalbetriebs 1895 diente das Gebäude als Armenhaus. Heute wird es als Wohngebäude genutzt.

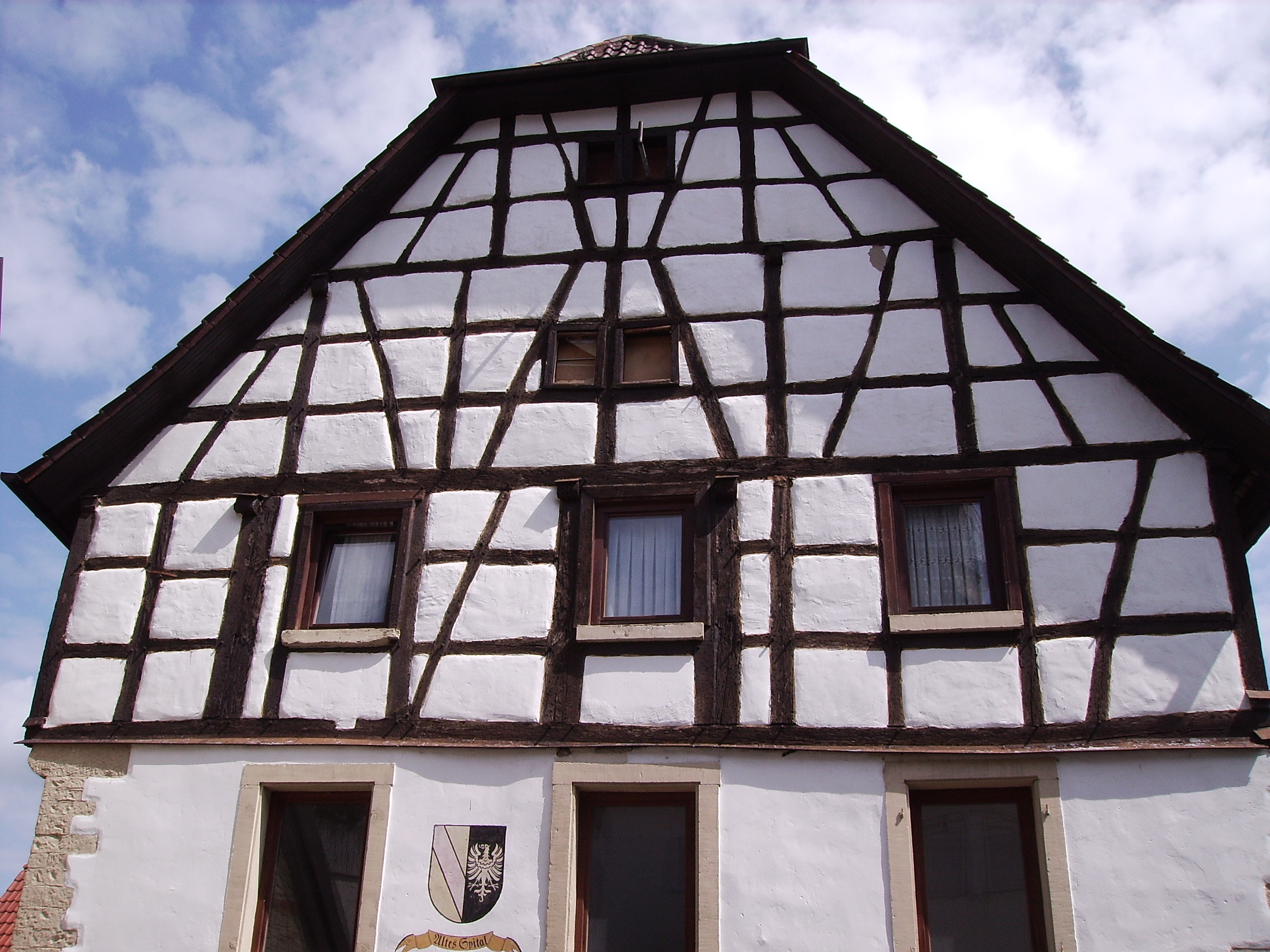
Frontansicht Altes Spital
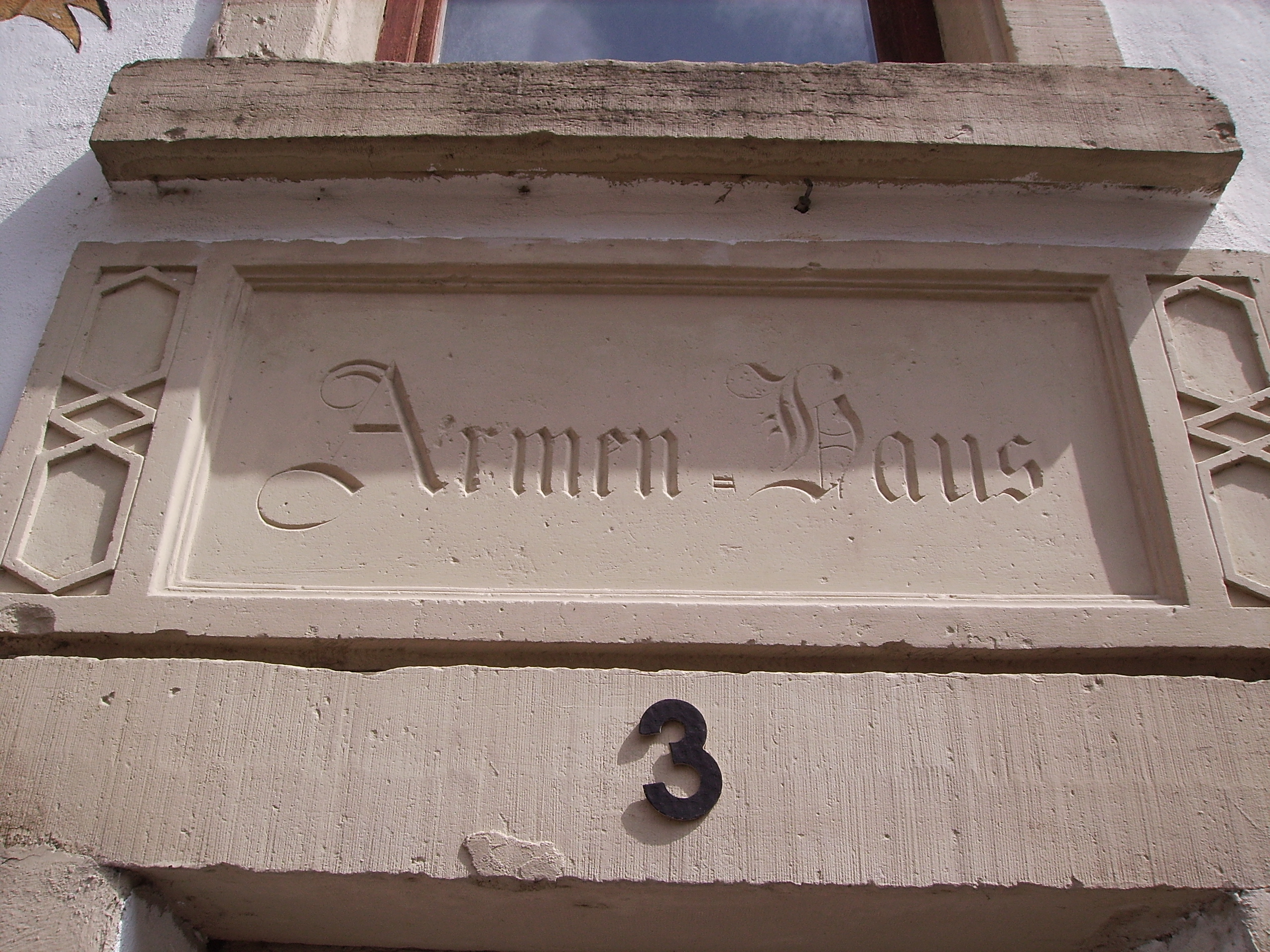
Haupteingang